# Campeonato Mundial de Voleibol Femenino Sub-20 de 2003
El XII Campeonato Mundial de Voleibol Femenino Sub-20 se celebró en Tailandia del 6 de septiembre al 14 de septiembre de 2003. Fue organizado por la Federación Internacional de Voleibol. El campeonato se jugó en la subsede de Suphan Buri.

## Proceso de clasificación
| Confederación | Método de clasificación                                           | Fecha                         | Lugar                                                                                               | Vacantes | Equipo                                                            |
| ------------- | ----------------------------------------------------------------- | ----------------------------- | --------------------------------------------------------------------------------------------------- | -------- | ----------------------------------------------------------------- |
| FIVB          | Sede                                                              | 10 de julio de 2003           | Lausana, Suiza                                                                                      | 1        | Tailandia                                                         |
| AVC           | Campeonato Asiático de Voleibol Femenino Sub-20 de 2002           | 1-8 de septiembre de 2002     | Ho Chi Minh, Vietnam                                                                                | 3        | China China Taipéi Corea del Sur                                  |
| CAVB          | Campeonato Africano de Voleibol Femenino Sub-20 de 2002           | 9-14 de septiembre de 2002    | Sidi Bou Said, Túnez                                                                                | 1        | Argelia                                                           |
| CEV           | Campeonato Europeo de Voleibol Femenino Sub-20 de 2002            | 17 - 25 de septiembre de 2002 | Zagreb, Croacia                                                                                     | 1        | Polonia                                                           |
| CEV           | Torneo Clasificatorio Europeo de Voleibol Femenino Sub-20 de 2003 | 22-25 de mayo de 2003         | Zagreb, Croacia · Braila, Rumania · Bardejov, Eslovaquia · Istanbul, Turquía · Montesilvano, Italia | 6        | Ucrania · Bielorrusia · Países Bajos · Alemania · Turquía · Rusia |
| CSV           | Campeonato Sudamericano de Voleibol Femenino Sub-20 de 2002       | 8-12 de mayo de 2002          | La Paz, Bolivia                                                                                     | 2        | Brasil · Venezuela                                                |
| NORCECA       | Campeonato NORCECA de Voleibol Femenino Sub-20 de 2002            | 13-19 de septiembre de 2002   | Humacao, Puerto Rico                                                                                | 2        | Puerto Rico · Cuba                                                |

## Equipos participantes
| Grupo A   | Grupo B     | Grupo C      | Grupo D |
| --------- | ----------- | ------------ | ------- |
| Tailandia | Bielorrusia | Alemania     | Brasil  |
| Argelia   | Korea       | China        | Cuba    |
| Holanda   | Puerto Rico | Ucrania      | Polonia |
| Venezuela | Rusia       | China Taipéi | Turquía |

## Primera fase

### Grupo A

#### Clasificación
| Pos | Equipo    | PJ | PG | PP | SF | SC | PTS |
| --- | --------- | -- | -- | -- | -- | -- | --- |
| 1   | Holanda   | 3  | 3  | 0  | 9  | 0  | 6   |
| 2   | Venezuela | 3  | 2  | 1  | 6  | 6  | 5   |
| 3   | Tailandia | 3  | 1  | 2  | 5  | 7  | 4   |
| 4   | Argelia   | 3  | 0  | 3  | 2  | 9  | 3   |

#### Resultados
| Fecha    | Encuentro                | Resultado | Set   | Set   | Set   | Set   | Set   | Puntuación total | Reporte |
| Fecha    | Encuentro                | Resultado | 1     | 2     | 3     | 4     | 5     | Puntuación total | Reporte |
| -------- | ------------------------ | --------- | ----- | ----- | ----- | ----- | ----- | ---------------- | ------- |
| 06-09-03 | Venezuela - Países Bajos | 0-3       | 21-25 | 22-25 | 09-25 |       |       | 52-75            | P2      |
| 06-09-03 | Tailandia - Argelia      | 3-1       | 25-13 | 25-21 | 16-25 | 25-22 |       | 91-81            | P2      |
| 07-09-03 | Venezuela - Argelia      | 3-1       | 25-22 | 19-25 | 25-20 | 25-21 |       | 94-84            | P2      |
| 07-09-03 | Tailandia - Países Bajos | 0-3       | 11-25 | 24-26 | 13-25 |       |       | 48-76            | P2      |
| 08-09-03 | Países Bajos - Argelia   | 3-0       | 25-20 | 25-09 | 25-18 |       |       | 75-47            | P2      |
| 08-09-03 | Venezuela - Tailandia    | 3-2       | 22-25 | 19-25 | 25-17 | 25-22 | 15-11 | 106-100          | P2      |

### Grupo B

#### Clasificación
| Pos | Equipo      | PJ | PG | PP | SF | SC | PTS |
| --- | ----------- | -- | -- | -- | -- | -- | --- |
| 1   | Rusia       | 3  | 2  | 1  | 8  | 4  | 5   |
| 2   | Korea       | 3  | 2  | 1  | 8  | 5  | 5   |
| 3   | Bielorrusia | 3  | 2  | 1  | 7  | 6  | 5   |
| 4   | Puerto Rico | 3  | 0  | 3  | 1  | 9  | 3   |

#### Resultados
| Fecha    | Encuentro                   | Resultado | Set   | Set   | Set   | Set   | Set   | Puntuación total | Reporte |
| Fecha    | Encuentro                   | Resultado | 1     | 2     | 3     | 4     | 5     | Puntuación total | Reporte |
| -------- | --------------------------- | --------- | ----- | ----- | ----- | ----- | ----- | ---------------- | ------- |
| 06-09-03 | Corea del Sur - Puerto Rico | 3-0       | 25-20 | 25-18 | 25-13 |       |       | 75-51            | P2      |
| 06-09-03 | Rusia - Bielorrusia         | 3-1       | 25-18 | 25-27 | 25-22 | 25-22 |       | 100-89           | P2      |
| 07-09-03 | Bielorrusia - Puerto Rico   | 3-1       | 20-25 | 25-10 | 25-09 | 25-22 |       | 95-66            | P2      |
| 07-09-03 | Rusia - Corea del Sur       | 2-3       | 25-23 | 14-25 | 25-21 | 13-25 | 14-16 | 102-99           | P2      |
| 08-09-03 | Rusia - Puerto Rico         | 3-0       | 25-15 | 26-24 | 25-15 |       |       | 76-54            | P2      |
| 08-09-03 | Bielorrusia - Corea del Sur | 3-2       | 15-25 | 25-20 | 24-26 | 25-20 | 15-09 | 104-100          | P2      |

### Grupo C

#### Clasificación
| Pos | Equipo       | PJ | PG | PP | SF | SC | PTS |
| --- | ------------ | -- | -- | -- | -- | -- | --- |
| 1   | Alemania     | 3  | 3  | 0  | 9  | 2  | 6   |
| 2   | China        | 3  | 2  | 1  | 6  | 3  | 5   |
| 3   | Ucrania      | 3  | 1  | 2  | 5  | 7  | 4   |
| 4   | China Taipéi | 3  | 0  | 3  | 1  | 9  | 3   |

#### Resultados
| Fecha    | Encuentro               | Resultado | Set   | Set   | Set   | Set   | Set   | Puntuación total | Reporte |
| Fecha    | Encuentro               | Resultado | 1     | 2     | 3     | 4     | 5     | Puntuación total | Reporte |
| -------- | ----------------------- | --------- | ----- | ----- | ----- | ----- | ----- | ---------------- | ------- |
| 06-09-03 | Ucrania - China         | 0-3       | 16-25 | 20-25 | 14-25 |       |       | 50-75            | P2      |
| 06-09-03 | Alemania - China Taipéi | 3-0       | 25-17 | 25-21 | 26-24 |       |       | 76-62            | P2      |
| 07-09-03 | Alemania - Ucrania      | 3-2       | 25-20 | 22-25 | 21-25 | 25-14 | 15-08 | 108-92           | P2      |
| 07-09-03 | China Taipéi - China    | 0-3       | 18-25 | 16-25 | 20-25 |       |       | 75-54            | P2      |
| 08-09-03 | China - Alemania        | 0-3       | 16-25 | 22-25 | 27-29 |       |       | 79-65            | P2      |
| 08-09-03 | Ucrania - China Taipéi  | 3-1       | 25-21 | 25-22 | 20-25 | 25-16 |       | 95-84            | P2      |

### Grupo D

#### Clasificación
| Pos | Equipo  | PJ | PG | PP | SF | SC | PTS |
| --- | ------- | -- | -- | -- | -- | -- | --- |
| 1   | Brasil  | 3  | 3  | 0  | 9  | 1  | 6   |
| 2   | Polonia | 3  | 2  | 1  | 6  | 4  | 5   |
| 3   | Turquía | 3  | 1  | 2  | 4  | 7  | 4   |
| 4   | Cuba    | 3  | 0  | 3  | 2  | 9  | 3   |

#### Resultados
| Fecha    | Encuentro         | Resultado | Set   | Set   | Set   | Set   | Set | Puntuación total | Reporte |
| Fecha    | Encuentro         | Resultado | 1     | 2     | 3     | 4     | 5   | Puntuación total | Reporte |
| -------- | ----------------- | --------- | ----- | ----- | ----- | ----- | --- | ---------------- | ------- |
| 06-09-03 | Turquía - Polonia | 0-3       | 14-25 | 22-25 | 20-25 |       |     | 56-75            | P2      |
| 06-09-03 | Cuba - Brasil     | 0-3       | 19-25 | 21-25 | 14-25 |       |     | 54-75            | P2      |
| 07-09-03 | Turquía - Cuba    | 3-1       | 25-13 | 23-25 | 25-12 | 25-22 |     | 98-72            | P2      |
| 07-09-03 | Brasil - Polonia  | 3-0       | 25-22 | 25-20 | 25-21 |       |     | 75-63            | P2      |
| 08-09-03 | Brasil - Turquía  | 3-1       | 27-25 | 25-18 | 17-25 | 25-20 |     | 94-88            | P2      |
| 08-09-03 | Polonia - Cuba    | 3-1       | 25-17 | 25-11 | 21-25 | 25-22 |     | 96-75            | P2      |

#### Clasificación para la Segunda Fase
| – | Clasificado a cuartos de final.                                 |
| – | Clasificado a las eliminatorias por un pase a cuartos de final. |
| – | Eliminado de la competencia.                                    |

## Segunda fase

### Grupo E
Los campeones de la serie A, B, C y D están clasificados directamente a cuartos de final, se enfrentan por una mejor ubicación. "A" vs "D" / "B" vs "C".

#### Resultados
| Fecha    | Encuentro               | Resultado | Set   | Set   | Set   | Set   | Set   | Puntuación total | Reporte |
| Fecha    | Encuentro               | Resultado | 1     | 2     | 3     | 4     | 5     | Puntuación total | Reporte |
| -------- | ----------------------- | --------- | ----- | ----- | ----- | ----- | ----- | ---------------- | ------- |
| 10-09-03 | Países Bajos - Alemania | 3-2       | 25-23 | 22-25 | 25-18 | 20-25 | 15-12 | 107-103          | P2      |
| 10-09-03 | Brasil - Rusia          | 3-2       | 25-19 | 22-25 | 31-33 | 27-25 | 17-15 | 122-117          | P2      |

### Grupo F
Los equipos ubicados en la 2ª y 3ª posición se enfrentan en eliminatorias. El equipo ganador pasa a cuartos de final mientras que el equipo que pierde se ubica automáticamente en la posición 9°. 

#### Resultados
| Fase            | Fecha    | Encuentro               | Resultado | Set   | Set   | Set   | Set   | Set   | Puntuación total | Reporte |
| Fase            | Fecha    | Encuentro               | Resultado | 1     | 2     | 3     | 4     | 5     | Puntuación total | Reporte |
| --------------- | -------- | ----------------------- | --------- | ----- | ----- | ----- | ----- | ----- | ---------------- | ------- |
| Eliminatoria 1° | 10-09-03 | Bielorrusia - Venezuela | 3-0       | 25-19 | 25-18 | 25-16 |       |       | 75-53            | P2      |
| Eliminatoria 2° | 10-09-03 | Corea del Sur - Ucrania | 1-3       | 26-24 | 18-25 | 23-25 | 18-25 |       | 85-99            | P2      |
| Eliminatoria 3° | 10-09-03 | China - Turquía         | 3-0       | 25-17 | 25-17 | 25-19 |       |       | 75-53            | P2      |
| Eliminatoria 4° | 10-09-03 | Tailandia - Polonia     | 2-3       | 18-25 | 26-24 | 18-25 | 27-25 | 07-15 | 96-114           | P2      |

## Fase final

### Por el 1° y 3° puesto
|  | Cuartos de final             | Cuartos de final             |                              |              | Semifinales            | Semifinales            |  |  | Final                        | Final |
|  |                              |                              |                              |              |                        |                        |  |  |                              |       |
|  | 12 de septiembre - Tailandia |                              |                              |              |                        |                        |  |  |                              |       |
|  |                              |                              |                              |              |                        |                        |  |  |                              |       |
|  | Brasil                       | 3                            |                              |              |                        |                        |  |  |                              |       |
|  | Brasil                       | 3                            | 12 de septiembre - Tailandia |              |                        |                        |  |  |                              |       |
|  | Bielorrusia                  | 1                            |                              |              |                        |                        |  |  |                              |       |
|  | Bielorrusia                  | 1                            | Brasil                       | 3            |                        |                        |  |  |                              |       |
|  | 12 de septiembre - Tailandia |                              | Brasil                       | 3            |                        |                        |  |  |                              |       |
|  |                              | Polonia                      | 1                            |              |                        |                        |  |  |                              |       |
|  | Polonia                      | Polonia                      | 1                            | 3            |                        |                        |  |  |                              |       |
|  | Polonia                      |                              | 12 de septiembre - Tailandia | 3            |                        |                        |  |  |                              |       |
|  | Alemania                     | 1                            |                              |              |                        |                        |  |  |                              |       |
|  | Alemania                     | 1                            | Brasil                       | 3            |                        |                        |  |  |                              |       |
|  | 12 de septiembre - Tailandia |                              | Brasil                       | 3            |                        |                        |  |  |                              |       |
|  |                              | China                        | 2                            |              |                        |                        |  |  |                              |       |
|  | Rusia                        | China                        | 2                            | 2            |                        |                        |  |  |                              |       |
|  | Rusia                        | 12 de septiembre - Tailandia |                              | 2            |                        |                        |  |  |                              |       |
|  | China                        | 3                            |                              |              |                        |                        |  |  |                              |       |
|  | China                        | 3                            | China                        | 3            | Tercer y cuarto puesto | Tercer y cuarto puesto |  |  |                              |       |
|  | 12 de septiembre - Tailandia |                              | China                        | 3            | Tercer y cuarto puesto | Tercer y cuarto puesto |  |  |                              |       |
|  |                              | Países Bajos                 | 2                            |              |                        |                        |  |  |                              |       |
|  | Ucrania                      | Países Bajos                 | 2                            | 2            | Polonia                | 3                      |  |  |                              |       |
|  | Ucrania                      |                              |                              | 2            | Polonia                | 3                      |  |  |                              |       |
|  | Países Bajos                 | 3                            |                              | Países Bajos | 0                      |                        |  |  |                              |       |
|  | Países Bajos                 | 3                            |                              |              | 0                      |                        |  |  |                              |       |
|  |                              |                              |                              |              |                        |                        |  |  | 12 de septiembre - Tailandia |       |
|  |                              |                              |                              |              |                        |                        |  |  |                              |       |

### Cuartos de final
| Fecha    | Encuentro              | Resultado | Set   | Set   | Set   | Set   | Set   | Puntuación total | Reporte |
| Fecha    | Encuentro              | Resultado | 1     | 2     | 3     | 4     | 5     | Puntuación total | Reporte |
| -------- | ---------------------- | --------- | ----- | ----- | ----- | ----- | ----- | ---------------- | ------- |
| 12-09-03 | Polonia - Alemania     | 3-1       | 25-22 | 25-18 | 21-25 | 25-17 |       | 96-82            | P2      |
| 12-09-03 | China - Rusia          | 3-2       | 25-19 | 17-25 | 19-25 | 25-20 | 15-09 | 101-98           | P2      |
| 12-09-03 | Bielorrusia - Brasil   | 1-3       | 17-25 | 16-25 | 28-26 | 22-25 |       | 83-101           | P2      |
| 12-09-03 | Ucrania - Países Bajos | 2-3       | 20-25 | 25-20 | 22-25 | 25-17 | 11-15 | 98-109           | P2      |

### Semifinales
| Fecha    | Encuentro            | Resultado | Set   | Set   | Set   | Set   | Set   | Puntuación total | Reporte |
| Fecha    | Encuentro            | Resultado | 1     | 2     | 3     | 4     | 5     | Puntuación total | Reporte |
| -------- | -------------------- | --------- | ----- | ----- | ----- | ----- | ----- | ---------------- | ------- |
| 13-09-03 | Brasil - Polonia     | 3-1       | 25-23 | 25-20 | 16-25 | 25-17 |       | 91-85            | P2      |
| 13-09-03 | China - Países Bajos | 3-2       | 25-17 | 25-20 | 28-30 | 20-25 | 15-04 | 113-96           | P2      |

### 3° Puesto
| Fecha    | Encuentro              | Resultado | Set   | Set   | Set   | Set | Set | Puntuación total | Reporte |
| Fecha    | Encuentro              | Resultado | 1     | 2     | 3     | 4   | 5   | Puntuación total | Reporte |
| -------- | ---------------------- | --------- | ----- | ----- | ----- | --- | --- | ---------------- | ------- |
| 14-09-03 | Polonia - Países Bajos | 3-0       | 28-26 | 25-23 | 25-14 |     |     | 78-63            | P2      |

### 1° Puesto
| Fecha    | Encuentro      | Resultado | Set   | Set   | Set   | Set   | Set   | Puntuación total | Reporte |
| Fecha    | Encuentro      | Resultado | 1     | 2     | 3     | 4     | 5     | Puntuación total | Reporte |
| -------- | -------------- | --------- | ----- | ----- | ----- | ----- | ----- | ---------------- | ------- |
| 14-09-03 | Brasil - China | 3-2       | 22-25 | 25-22 | 25-17 | 21-25 | 15-10 | 108-99           | P2      |

### Por el 5° y 7º puesto
|  | Semifinales 5° - 7° | Semifinales 5° - 7° |   |       | 5º puesto   | 5º puesto |  |
|  |                     |                     |   |       |             |           |  |
|  |                     |                     |   |       |             |           |  |
|  |                     |                     |   |       |             |           |  |
|  | Alemania            | 3                   |   |       |             |           |  |
|  | Bielorrusia         | 1                   |   |       |             |           |  |
|  |                     |                     |   |       |             |           |  |
|  |                     |                     |   |       |             |           |  |
|  |                     |                     |   |       | Ucrania     | 1         |  |
|  |                     | Alemania            | 3 |       |             |           |  |
|  |                     |                     |   |       |             |           |  |
|  |                     |                     |   |       |             |           |  |
|  |                     |                     |   |       | 7º puesto   |           |  |
|  |                     |                     |   |       |             |           |  |
|  | Ucrania             | 3                   |   | Rusia | 2           |           |  |
|  | Rusia               | 2                   |   |       | Bielorrusia | 3         |  |

### Clasificación 5°-8°
| Fecha    | Encuentro              | Resultado | Set   | Set   | Set   | Set   | Set   | Puntuación total | Reporte |
| Fecha    | Encuentro              | Resultado | 1     | 2     | 3     | 4     | 5     | Puntuación total | Reporte |
| -------- | ---------------------- | --------- | ----- | ----- | ----- | ----- | ----- | ---------------- | ------- |
| 13-09-03 | Bielorrusia - Alemania | 1-3       | 21-25 | 20-25 | 25-23 | 21-25 |       | 87-98            | P2      |
| 13-09-03 | Ucrania - Rusia        | 3-2       | 21-25 | 25-19 | 18-25 | 25-15 | 28-26 | 117-110          | P2      |

### Clasificación 7°
| Fecha    | Encuentro           | Resultado | Set   | Set   | Set   | Set   | Set   | Puntuación total | Reporte |
| Fecha    | Encuentro           | Resultado | 1     | 2     | 3     | 4     | 5     | Puntuación total | Reporte |
| -------- | ------------------- | --------- | ----- | ----- | ----- | ----- | ----- | ---------------- | ------- |
| 14-09-03 | Rusia - Bielorrusia | 2-3       | 24-26 | 18-25 | 25-18 | 25-18 | 08-15 | 100-102          | P2      |

### Clasificación 5°
| Fecha    | Encuentro          | Resultado | Set   | Set   | Set   | Set   | Set | Puntuación total | Reporte |
| Fecha    | Encuentro          | Resultado | 1     | 2     | 3     | 4     | 5   | Puntuación total | Reporte |
| -------- | ------------------ | --------- | ----- | ----- | ----- | ----- | --- | ---------------- | ------- |
| 14-09-03 | Ucrania - Alemania | 1-3       | 25-17 | 20-25 | 18-25 | 23-25 |     | 86-92            | P2      |

## Podio
| Brasil    |
| 4º Título |
| Brasil    |

## Clasificación general
| Pos | Equipo                                |
| --- | ------------------------------------- |
| 1   | Brasil                                |
| 2   | China                                 |
| 3   | Polonia                               |
| 4   | Holanda                               |
| 5   | Alemania                              |
| 6   | Ucrania                               |
| 7   | Bielorrusia                           |
| 8   | Rusia                                 |
| 9   | Korea Tailandia Turquía Venezuela     |
| 13  | Argelia China Taipéi Cuba Puerto Rico |

## Distinciones individuales
| - Mejor Anotadora - Manon Flier (HOL) - Mejor Atacante - Fabiana Claudino (BRA) - Mejor Bloqueadora - Christiane Furst (ALE) - Mejor Sacadora - Manon Flier (HOL) | - Mejor Defensa - Agata Sawicka (POL) - Mejor Armadora - Guan Jing Jing (CHN) - Mejor Recepción - Agata Sawicka (POL) |

| Predecesor: República Dominicana 2001 | Campeonato Mundial de Voleibol Femenino Sub-20 Tailandia 2003 | Sucesor: Turquía 2005 |

- Datos: Q2954074